# Nikolaus Herbet
Nikolaus Herbet (* 20. März 1889 in Aachen; † unbekannt) war ein deutscher KZ-Kommandant im KZ Warschau im Zeitraum von September 1943 bis etwa Juli 1944. Er folgte in dieser Funktion Wilhelm Göcke nach.
Herbet gehörte ab Mitte März 1927 der SS (SS-Nummer 2.394) an und stieg in dieser NS-Organisation 1934 bis zum SS-Untersturmführer auf. In der SS war er ehrenamtlich tätig. Nachdem er zum 8. Oktober 1927 der NSDAP beitrat (Mitgliedsnummer 68.494), war er im Hauptberuf bei einem Verlag dieser Partei in Dresden angestellt. Herbet stieg 1938 zum SS-Hauptsturmführer auf. Nach Beginn des Zweiten Weltkrieges war er ab 1940 als Angehöriger der Waffen-SS zunächst im KZ Mauthausen eingesetzt. Von September 1943 bis Juli 1944 war er Kommandant des KZ Warschau.
Herbet wurde zusammen mit dem Schutzhaftlagerführer des KZ Warschau und dem Lagerältesten im Zuge einer Korruptionsaffäre in diesem KZ im Frühjahr 1944 festgenommen. Ihnen wurde vorgeworfen von den Häftlingen Wertsachen erpresst zu haben. Alle drei Beschuldigten wurden in dem KZ Sachsenhausen interniert. Herbet konnte jedoch bald darauf in den KZ-Lagerdienst zurückkehren.

## Weblink
- Nikolaus Herbet auf www.dws-xip.pl